# Kanzone (Musik)
Kanzone oder Canzone (abgeleitet vom italienischen Wort canzone für Lied) ist eine lyrische, ursprünglich einstimmige und später mehrstimmige Musikform. Die Bedeutung des Begriffs ist nicht eindeutig und veränderte sich im Laufe der Zeit.

## Geschichte
Die Musikgattung entstand vom 13. bis zum 16. Jahrhundert in Italien zunächst als eine einstimmig vertonte Lyrik. Die Melodie schloss sich dabei den Strophen (Stollen und Abgesang) formal an. Seit dem 14. Jahrhundert war Kanzone (bzw. Canzona) die Bezeichnung für mehrstimmige weltliche Gesänge und somit das italienische Gegenstück zum französischen Chanson.
Von der eher einfachen Canzona alla napolitana (oder Canzon Neapolitana, etwa im Lautenbuch des Octavianus Secundus Fugger) oder Canzona villanesca wurde im 16. Jahrhundert die kunstvollere Canzone alla francese unterschieden. Diese Musikform erlangte dann in der Übertragung für Orgel, Laute oder Instrumentalensemble – zum Beispiel durch die Komponisten Andrea Gabrieli und Giovanni Gabrieli – als Canzon da sonar eine wichtige Bedeutung für die Entstehung der selbständigen Instrumentalmusik.
Es existierten auch geistliche Canzonen mit oder ohne Text, die als Canzone spirituali bezeichnet wurden.
Im 17. Jahrhundert setzte sich die Bezeichnung Kanzone synonym zu Sonate auch für Instrumentalstücke durch. Sie sind häufig im Stil einer Fuge mit vier bis acht Stimmen gestaltet und zeichnen sich durch rhythmische Lebhaftigkeit und Tonwiederholungen aus. Ein Beispiel dafür ist die Canzon post il Comune aus Girolamo Frescobaldis Fiori musicali von 1635.
Seit dem 18. Jahrhundert bezeichnet der Begriff Kanzone überwiegend ein vokales oder instrumentales lyrisches Musikstück.

## Quelle
- Brockhaus: Musik. Komponisten, Interpreten, Sachbegriffe. 3. Auflage. Brockhaus, Mannheim 2006, Lemma Kanzone.